# Trent'anni di servizio
Trent'anni di servizio è un film del 1945, diretto da Mario Baffico.

## Trama
A Leida, nella Banca dei Piccoli Prestiti, il capo cassiere Gustavo Risser ha accumulato trent'anni di servizio senza aver commesso alcuna mancanza, una carriera immacolata. Mentre il giovane impiegato Pietro Merkel è impegnato a corteggiare la dattilografa Giannina invitandola al cinema e l'anziano fattorino Francesco non vede l'ora di godersi la meritata pensione Giulia Lemmer, la cassiera allo sportello, scopre un ammanco in cassa proprio alla vigilia del consiglio di amministrazione della banca durante il quale deve essere esaminata la situazione finanziaria della Vals & Schering. Gustavo cerca di scoprire attraverso affannose sommatorie alla calcolatrice cosa abbia provocato quella perdita, ma non ci riesce: viene convocato insieme a Giulia da Van Leens, direttore della banca e vengono entrambi licenziati, con liquidazione e indennità di riposo, ma velatamente ritenuti responsabili dell'ammanco di cassa. Come cassiere principale viene nominato il signor Dokkervant, e anche la cassaforte della banca sarà sostituita.
Gustavo, amareggiato, ritiene l'improvviso licenziamento una ingiustizia e, durante il consiglio di amministrazione della banca, mentre è impegnato nel passaggio di consegne al nuovo cassiere, scopre l'importo dell'ammanco (oltre quarantamila fiorini olandesi) e fa una clamorosa rivelazione ai componenti del consiglio: il denaro l'ha sottratto lui stesso per uso personale, un poco alla volta, negli ultimi dieci anni di servizio alla banca, falsificando il registro di cassa e spendendoli nel gioco, in viaggi a Utrecht e con le donne. Accusato di peculato, rischia oltre dieci anni di carcere e per la banca il fallimento sarebbe assicurato: ma Gustavo passa al contrattacco svelando di avere un passato scomodo e mette alle strette l'intero Consiglio sostenendo che ciascuno di loro potrebbe essere responsabile dei fatti a lui addebitati, con la sola eccezione della signora Wolmer, massima azionista dell'Istituto di Credito, considerata al di sopra di ogni sospetto.
Alla fine, decidono che Gustavo deve restituire il denaro entro dieci giorni, altrimenti tutti finiranno nei guai. Mentre ciascuno rilancia le accuse uno contro l'altro, proprio in quel momento Giulia, in un momento di disperazione, gli rivela di essere innamorata di lui da tempo. Gustavo scopre che un componente del consiglio è l'amante di Rosetta, una giovane e bella impiegata, e quindi gioca la carta di un mezzo ricatto costringendo ciascuno a restituire una parte dei soldi mancanti in cassa, ma il gioco riesce solo a metà: le accuse sul suo conto vengono ritirate, però lui e Giulia non saranno reintegrati nella banca. Mentre Pietro e Giannina decidono di sposarsi, Gustavo e Giulia entrano a lavorare in un'altra ditta e andranno a vivere insieme; la loro unione non conoscerà più ostacoli e il loro unico rimpianto sarà il non essersi confessati prima il loro sentimento reciproco.

## Produzione
Tratto dalla commedia radiofonica di Ada Salvatore, a sua volta ricavato da una novella di Stefano Hertelendy, le riprese del film iniziarono il 21 febbraio del 1945 negli studi della Cines al Giardino della Biennale di Venezia, con il titolo Scadenza giorni dieci.
Portate a termine le riprese con difficoltà, non risulta aver avuto il visto di censura nel dopoguerra immediato, ed ebbe distribuzione alquanto sommaria. Come diversi altri, girati nel periodo della Repubblica Sociale Italiana, al momento risulta perduto.